# Ingeborg van Zweden
Ingeborg van Zweden (1279 - 15 augustus 1319) was een dochter van Magnus I van Zweden en van Helvig van Holstein. Zij trouwde in 1296 met Erik VI van Denemarken. Ingeborg baarde acht zonen, die echter allen jong overleden, en had zes miskramen.

In 1318 beviel Ingeborg van een zoon, die bleef leven: ze liet hem vanuit haar koets aan het grote publiek zien. Ze verloor echter haar grip en de jongen viel, brak zijn nek en overleed. Na deze gebeurtenis trad zij toe tot het klooster van Roskilde. Volgens de ene bron werd zij hier door haar man toe gedwongen, volgens een andere bron deed zij het uit eigen beweging uit verdriet om haar omgekomen broers Eric en Valdemar.
In 1319 voorspelde zij haar eigen dood, die van haar man en van de aartsbisschop. Niet veel overleed zij enkele maanden voor haar echtgenoot.